# Tanypus sexmaculata
Tanypus sexmaculata är en tvåvingeart som först beskrevs av Vimmer 1927.  Tanypus sexmaculata ingår i släktet Tanypus och familjen fjädermyggor. Inga underarter finns listade i Catalogue of Life.